# 日之出町 (鹿児島市)
日之出町（ひのでちょう）は、鹿児島県鹿児島市の町。郵便番号は890-0086。人口は1,978人、世帯数は935世帯（2020年4月1日現在）。全域で住居表示が実施されている。

## 地理
鹿児島市南部、脇田川の下流域に位置している。南東方向に傾斜した丘陵地にあり、町域の全体が新興住宅地からなっている。町域の北方では南新町、南方及び東方では宇宿、西方では紫原に接している。
町域の東端には指宿枕崎線と鹿児島市電谷山線が通っており、後者には付近に二軒茶屋停留場がある。

### 河川
- 彦四郎川

### 町名の由来
日之出町という町名は「丘陵の新興宅地造成地であり日の出の景観がよいこと」に由来している。

## 歴史
1970年（昭和45年）7月1日に、鴨池町、郡元町、宇宿町、田上町の各一部の区域にあたる紫原地区で住居表示が実施されるのに伴い、町の区域の再編が行われた。これに伴い宇宿町、郡元町の各一部より分割され「日之出町」として設置された。1990年（平成2年）には宇宿町の一部が日之出町に編入された。

### 町域の変遷
| 実施後           | 実施年             | 実施前         |
| ---------------- | ------------------ | -------------- |
| 日之出町（新設） | 1970年（昭和45年） | 宇宿町（一部） |
| 日之出町（新設） | 1970年（昭和45年） | 郡元町（一部） |
| 日之出町（編入） | 1990年（平成2年）  | 宇宿町（一部） |

## 人口
以下の表は国勢調査による小地域集計が開始された1995年以降の人口の推移である。
| 年                 | 人口  |
| ------------------ | ----- |
| 1995年（平成7年）  | 2,209 |
| 2000年（平成12年） | 2,095 |
| 2005年（平成17年） | 2,018 |
| 2010年（平成22年） | 1,866 |
| 2015年（平成27年） | 1,929 |

## 施設

### 公共
- 日之出町公民館

### 教育
- 日之出保育園[15]

## 小・中学校の学区
市立小・中学校の学区（校区）は以下の通りである。
| 町丁     | 番・番地 | 小学校                 | 中学校                 |
| -------- | -------- | ---------------------- | ---------------------- |
| 日之出町 | 全域     | 鹿児島市立西紫原小学校 | 鹿児島市立西紫原中学校 |